# دار بومهدي (اجوامعة)
دار بومهدي هو دُوَّار يقع بجماعة سيدي امحمد اخديم، إقليم الجديدة، جهة الدار البيضاء سطات في المملكة المغربية. ينتمي الدوّار لمشيخة اجوامعة التي تضم 14 دوار. يقدر عدد سكانه بـ 406 نسمة حسب الإحصاء الرسمي للسكان والسكنى لسنة 2004.

## روابط خارجية
- البوابة الوطنية للجماعات الترابية نسخة محفوظة 12 مارس 2018 على موقع واي باك مشين.
- المندوبية السامية للتخطيط